# Основна равнина
Основна равнина в математическите науки e равнината, изборът на която (както и началото в дадена точка на тази равнина) определя различни системи от сферични, географски, геодезични и астрономически координати (включително небесни координати). Нарича се още фундаментална равнина.
В сферична координатна система основната равнина е равнината, в която се съдържа началото на координатите и се измерва азимутният ъгъл. Нека сферичната координатна система е дефинирана по отношение на правоъгълната декартова координатна система (x, y, z). Посоката на зенита е дадена от оста Z, а азимутът се измерва от оста Х в равнината (x, y). Тогава равнината (x, y) ще се нарича основна равнина на сферичната координатна система.
Географските координати и геодезичните координати определят положението на точките на земната повърхност. .
Основната равнина на географските и геодезичните координати съдържа екватора.
Ако фундаменталната равнина съдържа линията на хоризонта около наблюдателя на повърхността на земята, тогава тя се нарича основна равнина на хоризонталната небесна координатна система.
Основната равнина на еклиптичната координатна система съдържа равнината на еклиптиката.